# Tomakomai Highland Sport Center
Het Tomakomai Highland Sport Center (苫小牧市ハイランドスポーツセンター) is een ijsbaan in Tomakomai in de prefectuur Hokkaido in het noorden van Japan. De openlucht-kunstijsbaan is geopend in 1967 en ligt op 25 meter boven zeeniveau. Anno oktober 2019 is het de 32e snelste ijsbaan ter wereld.

## Grote wedstrijden

### Continentale kampioenschappen
- 2009 - CK Azië
- 2014 - CK Azië

### Nationale kampioenschappen
- 1970 - JK allround
- 1996 - JK allround
- 2004 - JK allround

### Wereldbekerwedstrijden
- 2018/2019 - Wereldbeker 2

## Baanrecords
| Afstand              | Schaatser                                  | Land | Tijd     | Datum      |
| -------------------- | ------------------------------------------ | ---- | -------- | ---------- |
| 500 m                | Tatsuya Shinhama                           | JPN  | 35,20    | 24-11-2018 |
| 1000 m               | Kjeld Nuis                                 | NED  | 1.10,45  | 25-11-2018 |
| 1500 m               | Kjeld Nuis                                 | NED  | 1.47,61  | 24-11-2018 |
| 3000 m               | Takuro Ogawa                               | JPN  | 3.54,31  | 22-11-2014 |
| 5000 m               | Seitaro Ichinohe                           | JPN  | 6.28,36  | 25-11-2018 |
| 10.000 m             | Kenta Kikuchi                              | JPN  | 13.58,39 | 05-01-2023 |
| Ploegenachtervolging | Marcel Bosker Patrick Roest Douwe de Vries | NED  | 3.45,87  | 23-11-2018 |
| 2×500 m              | Tadashi Obara                              | JPN  | 72,510   | 22-11-2009 |
| Sprintvierkamp       | Shunsuke Nakamura                          | JPN  | 148,630  | 20-02-2010 |
| Kleine vierkamp      | Shota Nakamura                             | JPN  | 162,776  | 24-02-2019 |
| Grote vierkamp       | Choi Kwun-won                              | KOR  | 159,861  | 05-01-2009 |

| Afstand              | Schaatsster                        | Land | Tijd    | Datum      |
| -------------------- | ---------------------------------- | ---- | ------- | ---------- |
| 500 m                | Nao Kodaira                        | JPN  | 38,03   | 23-11-2018 |
| 1000 m               | Nao Kodaira                        | JPN  | 1.17,31 | 25-11-2018 |
| 1500 m               | Ireen Wüst                         | NED  | 1.58,74 | 24-11-2018 |
| 3000 m               | Isabelle Weidemann                 | CAN  | 4.10,18 | 25-11-2018 |
| 5000 m               | Masako Hozumi                      | JPN  | 7.22,88 | 05-01-2009 |
| Ploegenachtervolging | Ayano Sato Miho Takagi Nana Takagi | JPN  | 3.02,37 | 23-11-2018 |
| 2×500 m              | Yu Jing                            | CHN  | 79,030  | 12-01-2014 |
| Sprintvierkamp       | Misaki Oshigiri                    | JPN  | 165,495 | 20-02-2010 |
| Minivierkamp         | Risa Takayama                      | JPN  | 173,766 | 28-02-2010 |
| Kleine vierkamp      | Masako Hozumi                      | JPN  | 171,609 | 05-01-2009 |